# Église Saint-Jean de Lunebourg
L'église Saint-Jean de Lunebourg est une église située dans la ville de Lunebourg en Allemagne.
C'est la plus haute église de la ville et la plus ancienne. Située au centre de la ville, elle est considérée comme un exemple significatif d'édifices nord-allemands en briques de style gothique.
L'église Saint Jean avec l'Église Saint-Nicolas de Lunebourg et l'Église Saint-Michel de Lunebourg forment des stations sur la route européenne du gothique en brique.

## Historique
Les travaux ont commencé en 1289 et se sont achevés en 1470.
La tour, achevée en 1408, a été reconstruite après un incendie causé par la foudre en 1406. Le sommet de la tour fait un écart de 220 cm avec la verticale. Une légende veut que dès que le constructeur pris connaissance de son erreur, il soit tombé d'une fenêtre de la tour; toutefois, il atterrit dans une charrette à foin qui passait. Croyant qu'il avait été pardonné par Dieu, le constructeur s'en alla dans une taverne locale pour célébrer l'évènement. Après plusieurs verres, il se penche en arrière sur sa chaise et est renversé. Il se heurte la tête sur l'âtre du foyer et décède.
Entre 1970 et 1975, le couronnement de la tour est complètement vermoulu et doit être reconstruit. Une nouvelle structure faite d'acier et de bois est utilisée et un nouveau couronnement est installé.
L'église a encore été rénovée en 1993.

## Dimensions
Les dimensions de l'édifice sont les suivantes :
- Hauteur sous voûte : 18 à 22 mètres

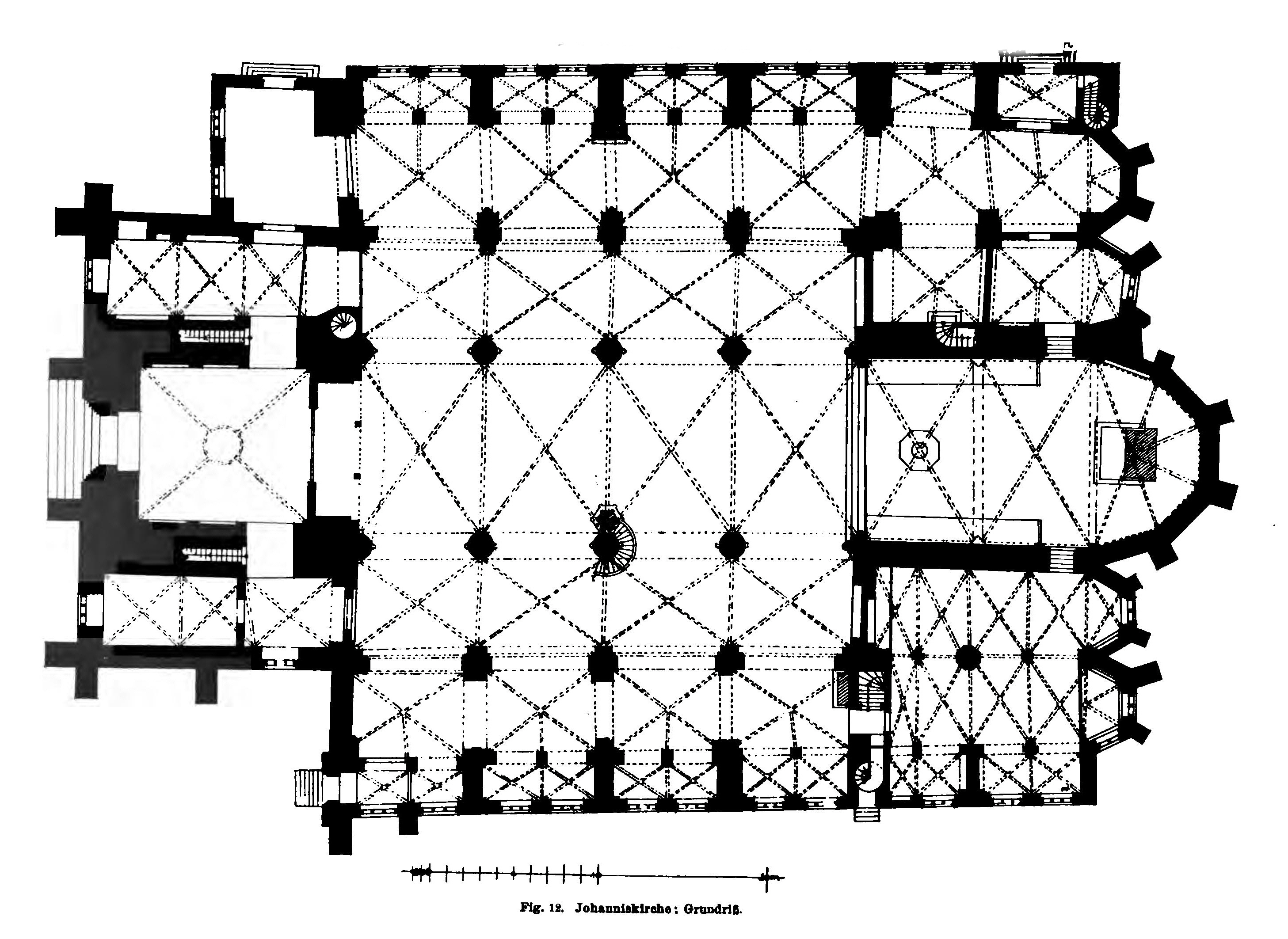
Plan

- Longueur : 65 m
- Hauteur de la tour : 108,7 m
- Largeur : 44 m

## Galerie

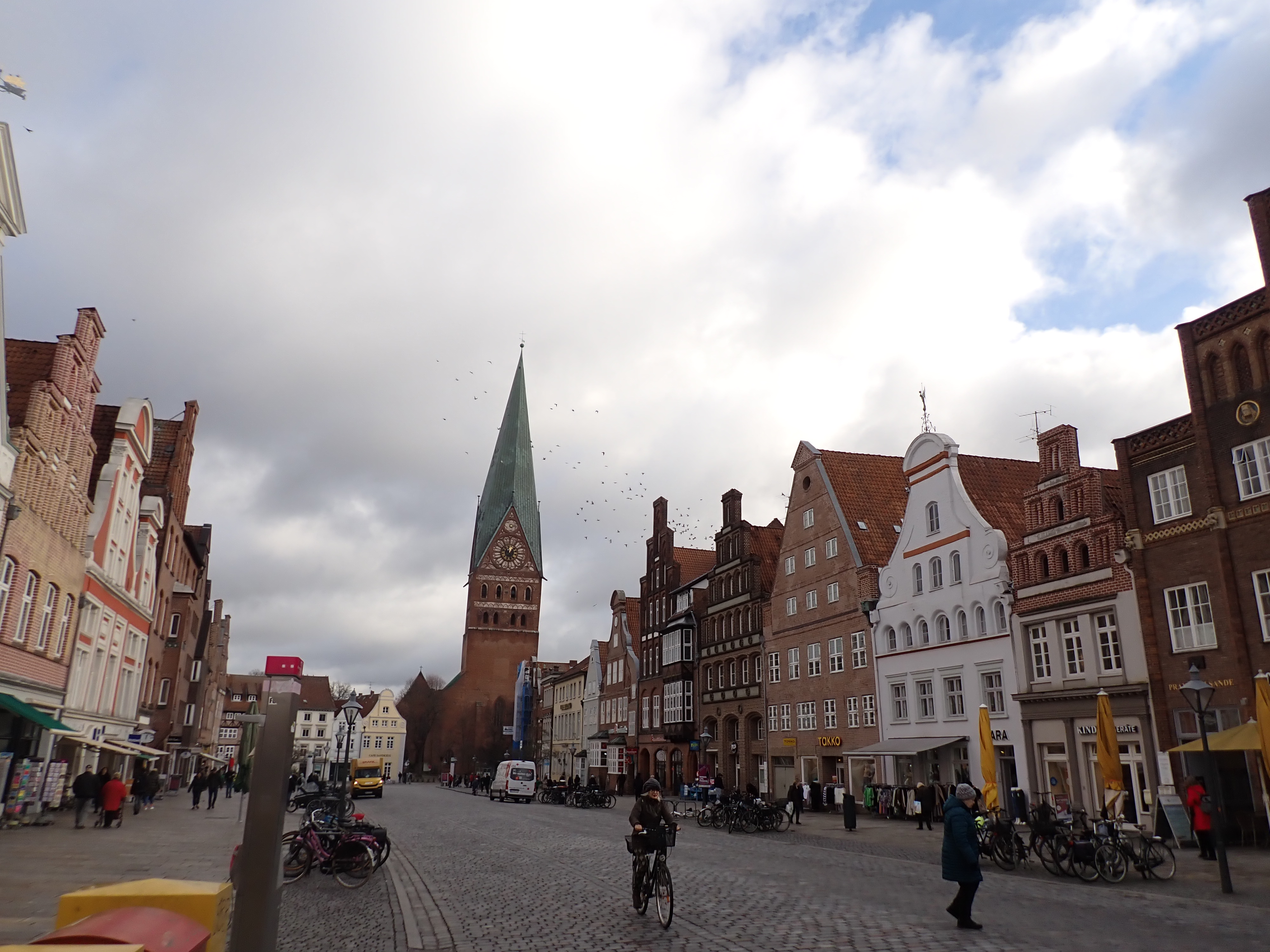
St. Johannis vue depuis Am Sande
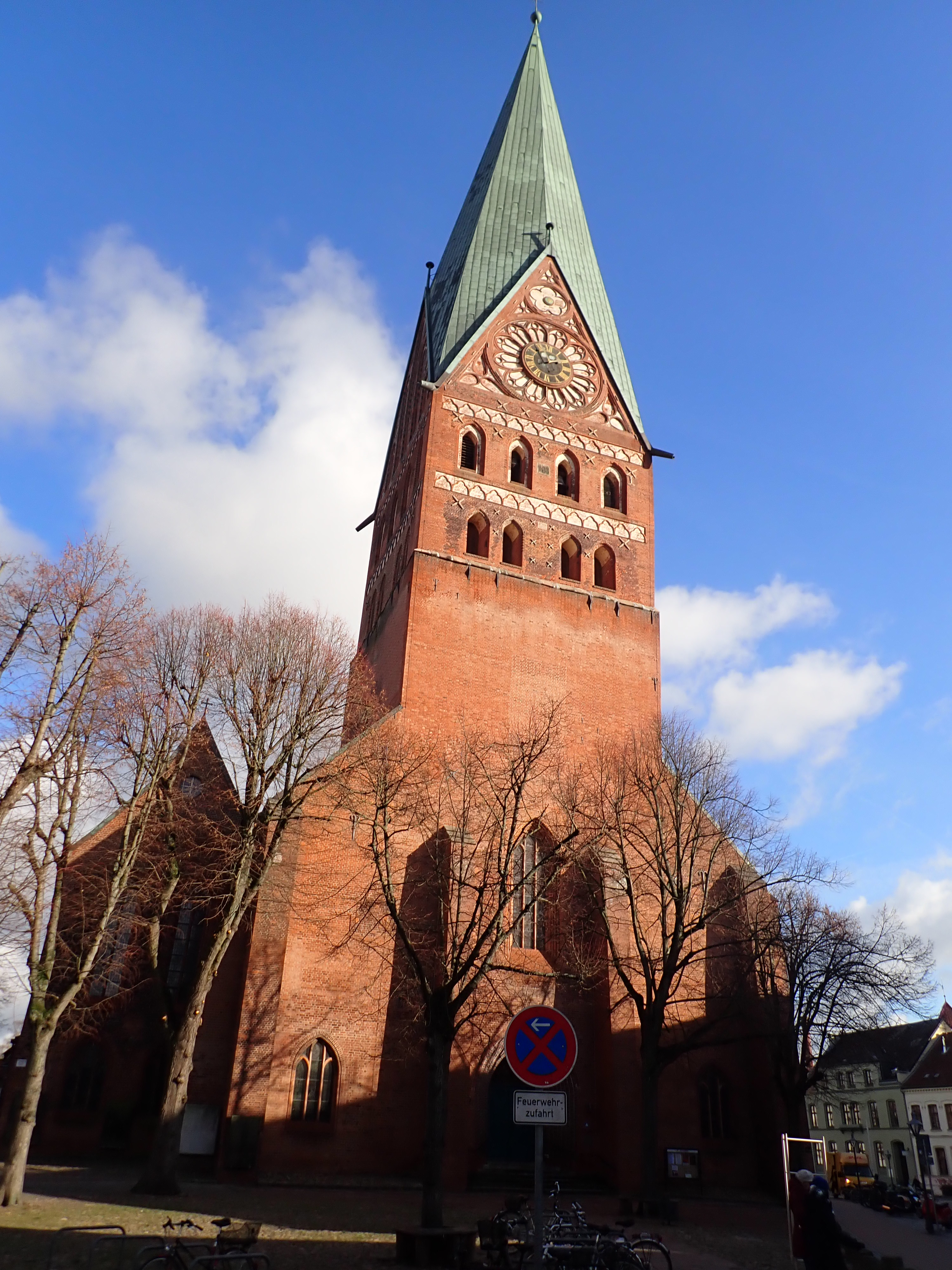
Vue de la tour.
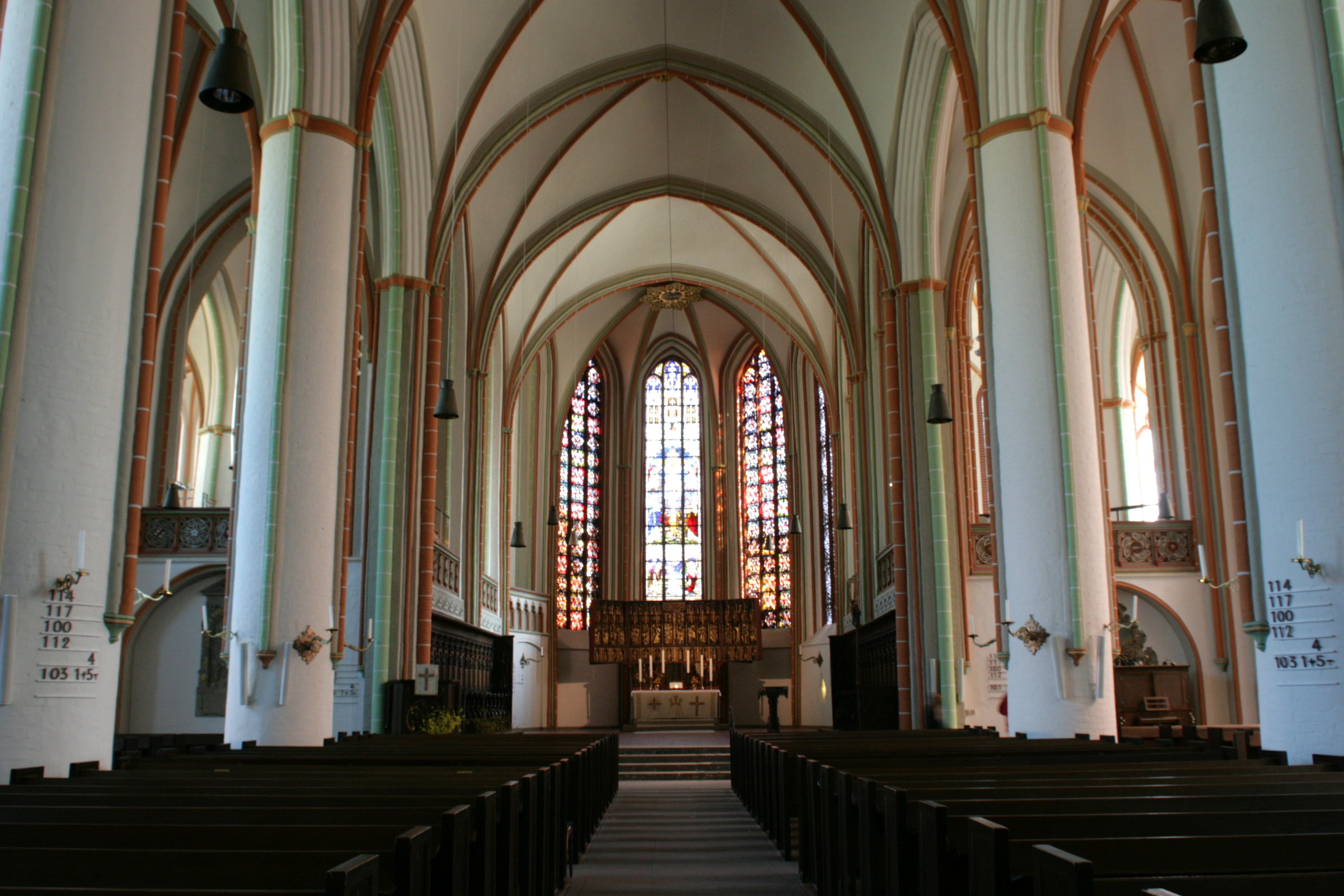
Intérieur de l'église